# Francesco Giacomelli
Francesco Giacomelli (* 16. April 1957) ist ein ehemaliger italienischer nordischer Skisportler.

## Werdegang
Giacomelli trat zwischen 1975 erfolgreich bei den Italienischen Meisterschaften im Skispringen und in der Nordischen Kombination an. So gewann er 1975 sowohl im Skispringen als auch in der Kombination den Meistertitel. 1976 gewann er in der Kombination. Ein Jahr später holte er zum dritten Mal den Titel in der Kombination und wurde im Skispringen hinter Lido Tomasi und Ivano Wegher Dritter. Im gleichen Jahr startete er für Italien bei den Olympischen Winterspielen in Innsbruck. Im Skispringen erreichte er von der Normalschanze den 49. und von der Großschanze den 44. Platz. Im Einzel der Kombination erreichte er den 31. Rang. Auch 1978 war er bei den Italienischen Meisterschaften erneut in der Kombination erfolgreich, bevor er 1979 in beiden Disziplinen den Vizemeistertitel erreichte. 1980 erreichte er noch einmal Platz zwei bei der Kombination.